# Bosquerola de Townsend
La bosquerola de Townsend (Setophaga townsendi) és un ocell de la família dels parúlids (Parulidae).

## Hàbitat i distribució
Habita els boscos de coníferes des de l'est, sud i sud-est d'Alaska i sud de Yukon, nord de la Colúmbia Britànica, sud-oest d'Alberta i sud-oest de Saskatchewan cap al sud fins al nord-oest, centre i sud-est de Washington, centre i nord-est d'Oregon, nord d'Idaho, nord-oest i sud de Montana i nord-oest de Wyoming.